# HD 165029
HD 165029，又名BD+19 3508，SAO 103334、HR 6744，是一颗恒星，视星等为6.5，位于銀經45.72，銀緯19.15，其B1900.0坐标为赤經17h 58m 54.8s，赤緯+19° 19.15′ 38″。